# Markt 17 (Coburg)

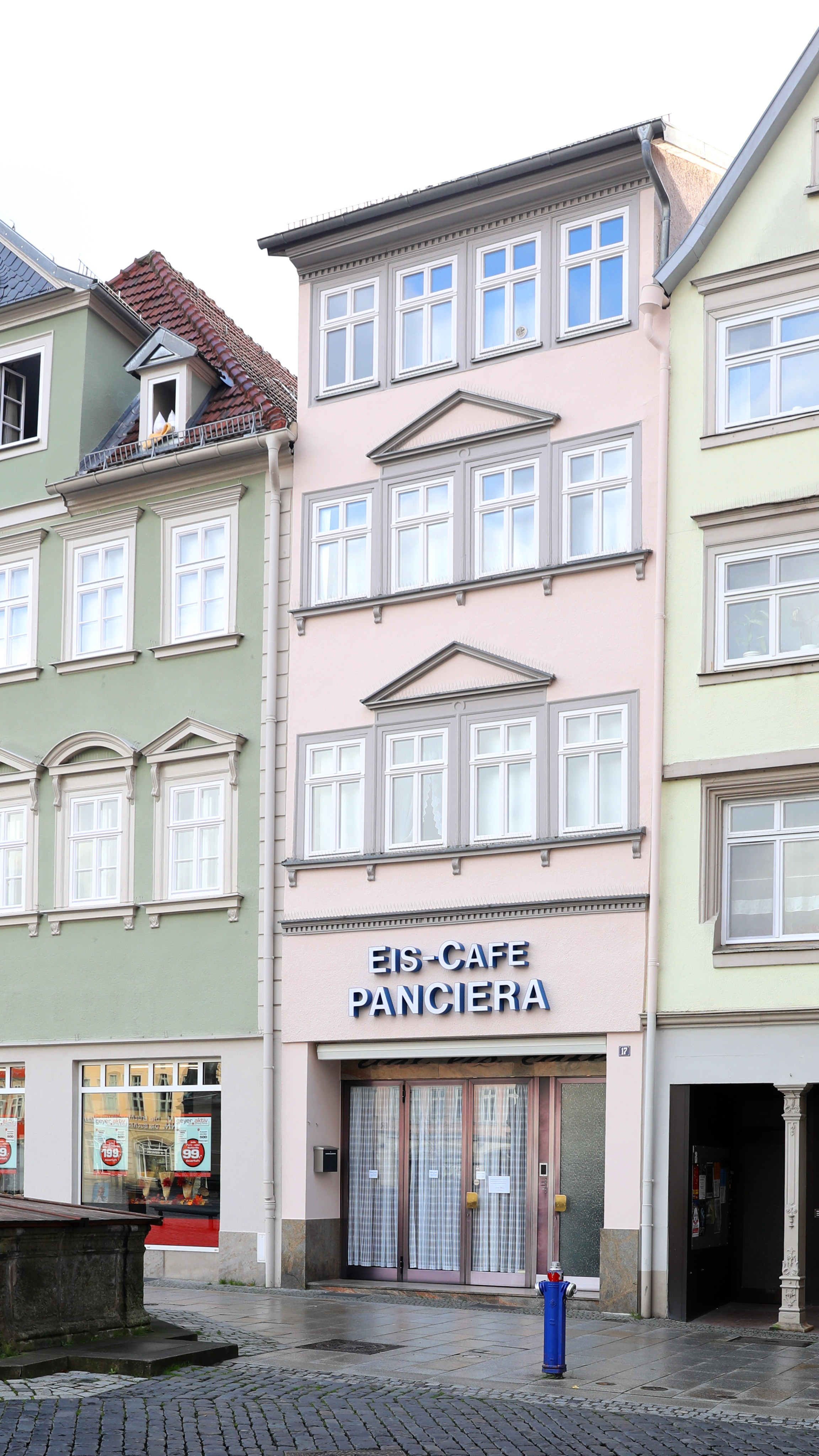
Wohn- und Geschäftshaus Markt 17 in Coburg

Das Wohn- und Geschäftshaus Markt 17 steht am Marktplatz der oberfränkischen Stadt Coburg. Das denkmalgeschützte, viergeschossige Traufseithaus wurde im 16. oder 17. Jahrhundert errichtet.

## Geschichte
Ein Haus wurde 1399 erstmals erwähnt. Das heutige Gebäude stammt in seinem Kern wohl aus dem 16. oder 17. Jahrhundert. Im Jahr 1730 wurde es als altes Haus mit drei Stockwerken, zwei Stuben, einem Gewölbe und einem Keller beschrieben. Eigentümer war damals der Hutmacher Johann Heinrich Wagner. Der Posamentierer Georg Andreas Fahlenberger erwarb 1777 das Anwesen und veranlasste einen umfangreichen Umbau oder Neubau. Im Jahr 1875 folgte im Auftrag des Mützenfabrikanten Ferdinand Marquardt eine Aufstockung des Vorderhauses um eine Etage, mit Einbau eines Satteldaches, und eine Neugestaltung der Fassade. Außerdem wurde ein Laubengang im Hof durch einen Anbau mit Stuben ersetzt. Weitere Umbaumaßnahmen mit einer Entkernung wurden 1970 im Erdgeschoss für eine Eisdiele, die 1983 in ein Eiscafé verändert wurde, und 1996 bis 2000 in den Obergeschossen durchgeführt, wobei unter anderem Stuckdecken saniert und das Dach neu gedeckt wurde.

## Architektur
Der Gebäudekomplex steht auf einem schmalen, langen Grundstück und besteht aus dem viergeschossigen, traufständigen Vorderhaus sowie hinter einem Hof aus einem traufständigen Rückgebäude. Ein links angeordneter Laubengang und ein Durchgang im Hof verbindet die beiden Gebäude. Die vertikale Erschließung erfolgt auf der rechten Seite über einen Hausflur zu einer rückwärtigen Treppe.
Die Hauptfassade zum Markt hat ein massives, heute modern ausgebautes Erdgeschoss und eine verputzte Fachwerkkonstruktion in den Obergeschossen. Die beiden unteren Obergeschosse besitzen vier enge Fensterachsen mit durchlaufenden Bänken und einem Dreiecksgiebel über den beiden mittleren Fenstern. Den oberen Abschluss bildet ein flaches Satteldach. Die großen Zimmer an der Marktseite haben Ausgänge auf Laubengänge und besitzen teilweise noch Stuckdecken aus dem 18. Jahrhundert mit Reliefbüsten antiker Götter.